# 許普弗海姆

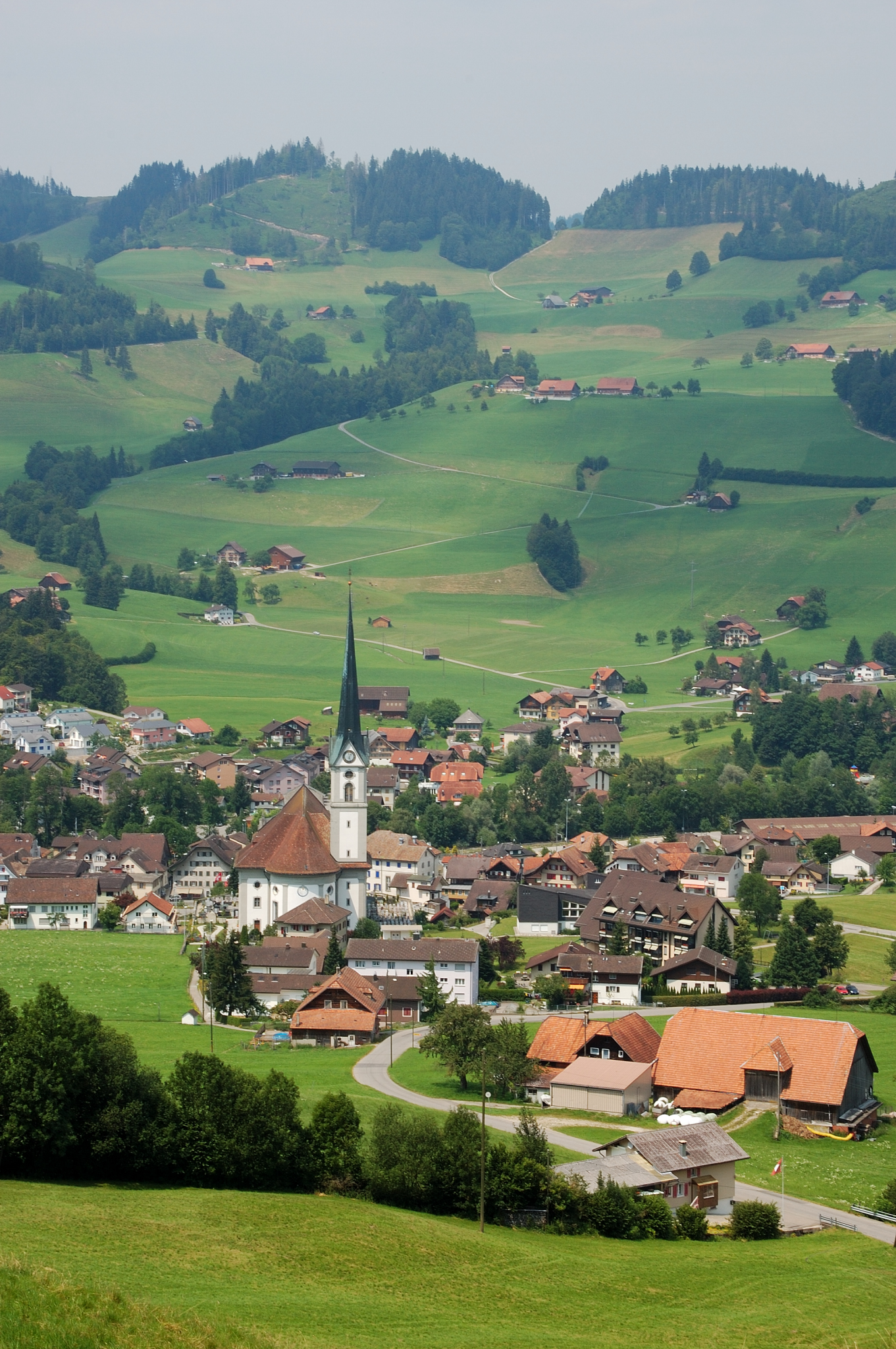

許普弗海姆是瑞士的城鎮，位於該國中部，由琉森州負責管轄，面積38.4平方公里，六成土地是農業用地，海拔高度719米，2011年人口3,962，人口密度每平方公里103人。